# Rollier de Temminck
Coracias temminckii
Espèce
Statut de conservation UICN

 LC  : Préoccupation mineure
Le Rollier de Temminck (Coracias temminckii) est une espèce d'oiseau appartenant à la famille des Coraciidae.

## Nomenclature
Le nom francophone de cette espèce commémore l'ornithologue néerlandais Coenraad Jacob Temminck (1778-1858).

## Répartition
Cet oiseau est endémique des Célèbes (Indonésie).